# I'm Going Slightly Mad
I'm Going Slightly Mad (укр. «Я злегка божеволію») — пісня британського рок-гурту «Queen» з альбому «Innuendo» 1991 року. Пісню, написану Фредді Мерк'юрі, було зараховано до спільної творчості «Queen». Також свій внесок у написання мелодії до пісні зробив ямайський співак та актор Пітер Стрейкер, але це не було вказанно при її виданні. Пісня вийшла як другий сингл альбому «Innuendo» у 1991 році. Лірика та музичне відео проектують пісню як химерну, гумористичну і безтурботну.
Попри той факт, що пісня має гумористичний характер, вважається, що слова і відеокліп до пісні містять двозначні моменти, що натякають на важкий стан здоров'я вокаліста гурту — Фредді Мерк'юрі. Зокрема, мова йде про симптоми СНІДу.
Пісня також містить слайд-гітарне соло у виконанні Браяна Мея. Бас-гітара Джона Дікона налаштована на низьке значення «B». 
Обкладинка синглу була натхненна ілюстрацією французького художника Жана Гранвіля (як і обкладинка альбому «Innuendo» та інших синглів до нього).

## Про пісню
Джон Дікон згадав пісню «I'm Going Slightly Mad» в листі, який навесні 1990 року надрукували на сторінках журналу «Queen Fan Club». Описавши трек як «дурнуватий сингл», Дікон пролив світло на те, як створювалася пісня. Пісню написав Фредді Мерк'юрі, який спочатку вигадав назву треку. Провівши вечір з другом Пітером Стрейкером, Мерк'юрі висловив йому свою ідею для пісні, яка згідно з його задумом мала містити текст з глузливими вкрапленями у стилі Ноела Коварда. Обоє провели вечір, вигадуючи такі рядки.
У книзі «Мерк'юрі і я» (1994), Джим Гаттон, партнер Мерк'юрі, навів такі спогади:
«Фредді засів разом з Пітером, вигадуючи цілу низку кумедних текстів, кожен новий смішніший за попередній. Він вибухав криком, коли вигадував речі на кшталт "Я плету однією спицею" та "Останнім часом я пересуваюсь на трьох колесах". Але найважливішим поштовхом став рядок: "Гадаю, я бананове дерево". Як тільки виплеснулася ця фраза, Фредді та Стрейкера вже ніхто не міг зупинити — вони почали працювати на повну потужність. Я пішов спати і заснув під їхній сміх, що долинав аж до верхніх кімнат»
У 1991 році Мерк'юрі записав скорочену версію пісні «Totally Bonkers», як послання для фан-клубу «Queen». Ця версія, тривалістю менше хвилини, відрізняється від оригінальної пісні «Queen» використанням інших інструментів, лірикою і вокалом.

## Відеокліп
Зйомки кліпу проходили з 13 по 15 лютого 1991 року, на той час стан здоров'я Мерк'юрі серйозно погіршився через СНІД, від якого помер в листопаді того ж року. Кліп — як і інші відео альбому «Innuendo», зняті Руді Долезелом і Хеннесом Роззахером з DoRo Production в студії «Limehouse» — показує учасників гурту, незвично одягнених, які ведут себе дуже дивно. Гітарист Браян Мей вбраний в костюм пінгвіна, барабанщик Роджер Тейлор їздить на триколісному велосипеді (на словах "Останнім часом я пересуваюсь на трьох колесах" ("I'm driving only three wheels these days")) і носить чайник на голові (рядок "Цей чайник википає" ("This kettle is boiling over")); за Мерк'юрі крадеться і переслідує його Елтон Джон в костюмі горили; бас-гітарист Джон Дікон зображує блазня. В середині відеокліпу у Мерк'юрі з'являється перука зі зв'язки бананів (відповідно рядку "Гадаю, я бананове дерево" ("I think I'm a banana tree")).
«I'm Going Slightly Mad» — останнє відео «Queen», в якому міститься значний творчий внесок Мерк'юрі. Хоча Фредді був уже дуже хворий в той час, в «I'm Going Slightly Mad» він досить рухливий, артистичний, емоційний. У «These Are the Days of Our Lives» Фредді рухався вже з трудом. 
Цей кліп знято в чорно-білих тонах (яскравими елементами є тільки ковпак блазня на голові Джона Дикона і квітчаста тканина, яку підкидає Мерк'юрі); світлові ефекти кліпу і безглуздий персонаж Мерк'юрі, сильно загримований і в перуці, допомогли замаскувати хворобливий вигляд та приховати плями на обличчі Фредді, також він носив додатковий шар одягу, щоб приховати втрату ваги. В кінці відео сходи, на які піднімається Джон Дікон, зникають, потім зникає сам Джон, залишаючи лише ковпак блазня, і екран поступово гасне.

## Музиканти
- Фредді Мерк'юрі — головний вокал, бек-вокал, клавішні, піаніно, семплер
- Браян Мей — електрогітара, слайд-гітара
- Роджер Тейлор — ударні, маракаси, бар чаймс
- Джон Дікон — бас-гітара